# Vysoká Štola

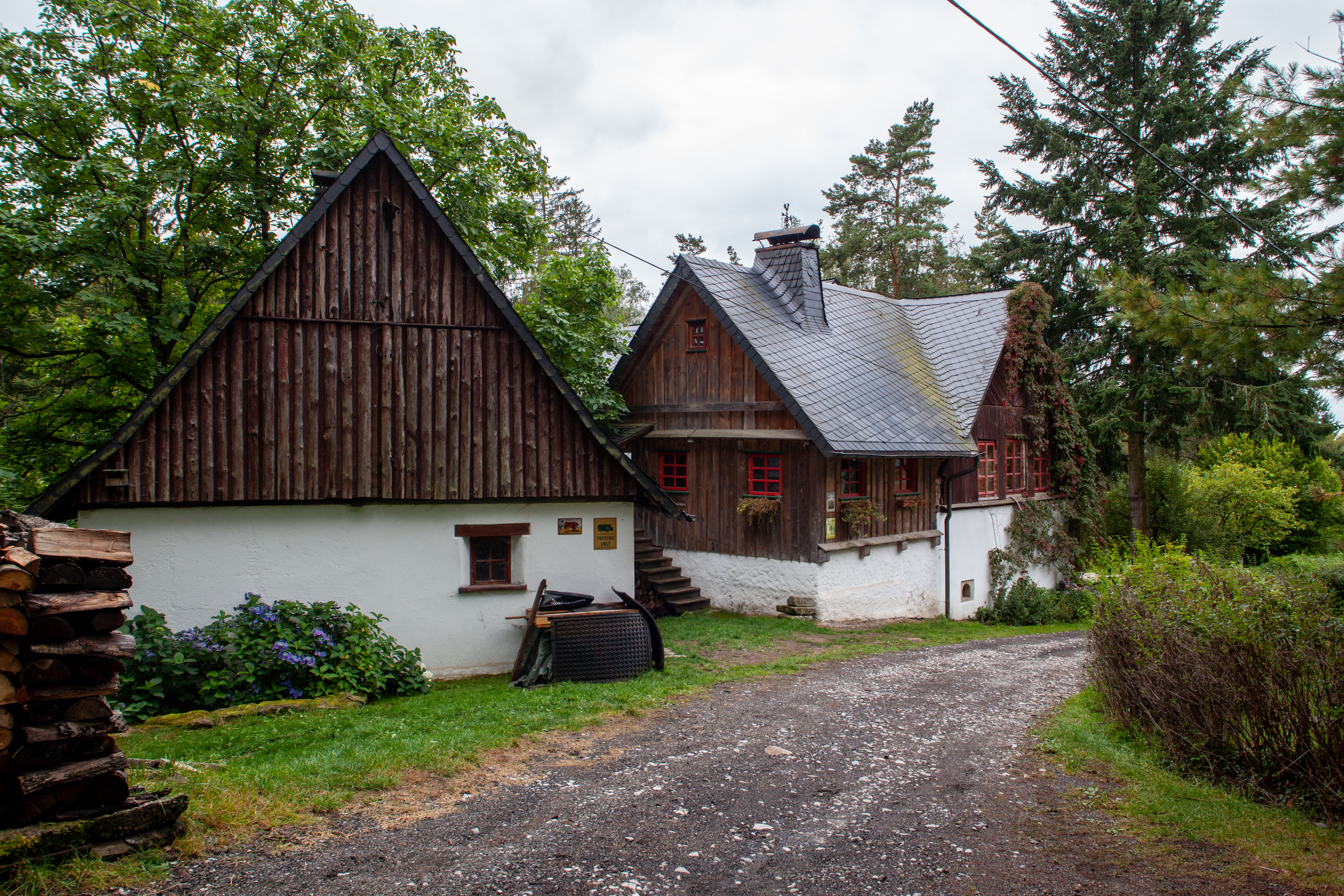
Häuser in Vysoká Štola

Vysoká Štola (deutsch Hohenstollen) ist ein Ortsteil der Gemeinde Nejdek (Neudek) im Bezirk Karlsbad in Tschechien.

## Geografie
Der Ort liegt im böhmischen Teil des Erzgebirges etwa 2,5 km östlich von Nejdek. In einer Senke auf 550 bis 850 m gelegen wird er von den Bergen Kozí díl (Zinnknock, 741 m n.m.), Světlina (Hellberg, 815 m n.m.), Trousnická skála (Traußnitzfels, 949 m n.m.), Trousnice (Trausnitzberg, 952 m n.m.), Komora (845 m n.m.) und Smolný vrch (Pechersberg, 756 m n.m.) umgeben.

## Geschichte
Der Ort, dessen Name von einem etwa 850 Meter hoch gelegenen Stollen herrührt, wurde 1590 erstmals erwähnt. Die Besiedlung erfolgte jedoch deutlich früher und war, wie auch anderswo in der Umgebung, durch den Bergbau bedingt. Das bis dahin unbesiedelte Territorium gehörte dem Stift Tepl, seit dem 14. Jahrhundert der königlichen Kammer. Im 16. Jahrhundert bauten hier die Gruben „Drei Jungen Zinnzeche“, „Auf dem bescherten Glück“ und die „St. Anna Zinnzeche“ des Grafen Lorenz Schlick auf Zinn. Auch mehrere Seifenlehen am Schmelzbach sowie am Voigtsgrüner Bach sind bekannt. Bereits 1580 war jedoch der Höhepunkt erreicht. Auf der Pochwiese stand ein Pochwerk, wo das Zinnerz vor Ort aufbereitet wurde. Geschmolzen wurde in der herrschaftlichen Schmelzhütte in Neudek. Am Schwedenberg gab es in der herrschaftlichen St.-Katharina-Zeche bis 1860 umfangreichen Bergbau auf Roteisenerz.
1602 erhielt Friedrich Colonna von Fels die Herrschaft Neudek zu der Hohenstollen gehörte, von seinem Vetter Graf Stephan Schlick um 69.000 Schock. Nach dem Dreißigjährigen Krieg mussten die protestantischen Einwohner den katholischen Glauben annehmen oder das Land verlassen. Seit 1633 gehörten die Liegenschaften den Grafen Czernin von Chudenitz, darauf folgten 1734 die Grafen von Hartig und 1799 Graf Johann Joseph von Stiebar. In der Seelenliste des Elbogener Kreises von 1651 erscheint das Dorf mit ca. 78 Personen. Die Männer, die den Beruf des Holzhauers nachgingen waren größtenteils zum katholischen Glauben konvertiert und die Frauen und Kinder noch unbekehrt. Das Richteramt bekleidete Zacharias Zühner. Hohenstollen war nach Neudek gepfarrt, wo auch der Friedhof lag. 1847 zählte das Dorf 32 Häuser mit 254 Einwohnern, eine Gemeindeschule und ein Wirtshaus.
Nach der Revolution 1848/1849 wurde die Erbuntertänigkeit und die Patrimonialgerichtsbarkeit aufgehoben und die nun selbstständige Gemeinde dem Gerichtsbezirk Neudek zugeteilt. Der Gerichtsbezirk Neudek bildete ab 1868 gemeinsam mit dem Gerichtsbezirk Graslitz den Bezirk Graslitz. 1910 wurde Hohenstollen dem ausgegliederten Bezirk Neudek zugeschlagen und nach dem Ersten Weltkrieg 1919 Teil der neu geschaffenen Tschechoslowakei. Aufgrund des Münchner Abkommens gehörte der Ort von 1938 bis 1945 zum Landkreis Neudek im Reichsgau Sudetenland des Deutschen Reichs. Gegliedert war die ehemals eigenständige Dorf-Gemeinde Hohenstollen in die Riede Höhlberg, Schwedenberg und Traußnitzberg. Nach dem Zweiten Weltkrieg wurde ein großer Teil der deutschen Bevölkerung vertrieben. Der Tiefpunkt der demographischen Entwicklung war 1991, als es hier nur noch einen ständigen Einwohner gab.

### Entwicklung der Einwohnerzahl
| Jahr | Einwohnerzahl |
| ---- | ------------- |
| 1869 | 159           |
| 1880 | 185           |
| 1890 | 182           |
| 1900 | 197           |
| 1910 | 171           |

| Jahr | Einwohnerzahl |
| ---- | ------------- |
| 1921 | 161           |
| 1930 | 221           |
| 1950 | 54            |
| 1961 | 30            |
| 1970 | 9             |

| Jahr | Einwohnerzahl |
| ---- | ------------- |
| 1980 | 3             |
| 1991 | 1             |
| 2001 | 2             |
| 2011 | 11            |